# Ploniarka
Ploniarka (Reithrodontomys) – rodzaj ssaków z podrodziny nowików (Neotominae) w obrębie rodziny chomikowatych (Cricetidae).

## Rozmieszczenie geograficzne
Rodzaj obejmuje gatunki występujące od Kanady do Ekwadoru.

## Morfologia
Długość ciała (bez ogona) 55–124 mm, długość ogona 45–145 mm, długość ucha 8–19 mm, długość tylnej stopy 14–25 mm; masa ciała 7–25 g.

## Systematyka
Rodzaj zdefiniował w 1874 roku włoski zoolog Enrico Hillyer Giglioli w artykule poświęconym badaniom nad ogólnym rozmieszczeniem geograficznym lub chorologią kręgowców, opublikowanym w czasopiśmie Bollettino della Società Geografica Italiana. Giglioli w swojej diagnozie nie wymienił żadnego gatunku; w ramach późniejszego oznaczenia w 1914 roku amerykański zoolog Arthur Holmes Howell na gatunek typowy wyznaczył ploniarkę zachodnią (R. megalotis).

### Etymologia
- Reithrodontomys (Rhithrodontomys): rodzaj Reithrodon Waterhouse, 1837; gr. μυς mus, μυoς muos ‘mysz’[13].
- Ochetodon: gr. οχετος okhetos ‘kanał, przewód, rura’, od οχεω okheō ‘nosić’; οδους odous, οδοντος odontos ‘ząb’[14]. Gatunek typowy: Coues wymienił trzy gatunki – Reithrodon mexicanus Saussure, 1860, Mus humulis Audubon & Bachman, 1841 i Reithrodon longicauda S.F. Baird, 1857 (= Reithrodon megalotis S.F. Baird, 1857) – nie określając gatunku typowego.
- Aporodon: gr. απορος aporos ‘trudny’, od negatywnego przedrostka α- a-; πορος poros ‘przejście’[15]; δους odous, οδων odōn ‘ząb’[16]. Gatunek typowy (oryginalne oznaczenie): Reithrodontomys tenuirostris Merriam, 1901.
- Cudahyomys: Cudahy fauna, formacja geologiczna Meade, Kansas, Stany Zjednoczone; μυς mus, μυος muos ‘mysz’[17]. Gatunek typowy (oryginalne oznaczenie): †Cudahyomys moorei Hibbard, 1944.

### Podział systematyczny
Do rodzaju należą następujące występujące współcześnie gatunki zgrupowane w dwóch podrodzajach:
| Podrodzaj       | Grafika | Gatunek                      | Autor i rok opisu               | Nazwa zwyczajowa        | Podgatunki         | Rozmieszczenie geograficzne | Podstawowe wymiary                                | Status IUCN |
| --------------- | ------- | ---------------------------- | ------------------------------- | ----------------------- | ------------------ | --- | ------------------------------------------------- | ----------- |
| Aporodon        |         | Reithrodontomys brevirostris | G.G. Goodwin, 1943              | ploniarka krótkonosa    | 2 podgatunki       | północno-środkowa Nikaragua (Cordillera Dariense) oraz północno-środkowa i południowa Kostaryka (2 oddzielne obszary w Kordylierze Środkowej)                         | DC: 6,2–6,9 cm DO: 9,7–11,4 cm MC: 11–16 g        | LC          |
| Aporodon        |         | Reithrodontomys darienensis  | O.P. Pearson, 1939              | ploniarka drzewna       | gatunek monotypowy | endemit Panamy (na wschód od półwyspu Azuero) | DC: 6,2–6,5 cm DO: 10–11,2 cm MC: około 10 g      | LC          |
| Aporodon        |         | Reithrodontomys gracilis     | J.A. Allen & F.M. Chapman, 1897 | ploniarka skromna       | 5 podgatunków      | południowy Meksyk (półwysep Jukatan i wybrzeże Chiapas) wzdłuż wybrzeża Oceanu Spokojnego do zachodnio-środkowej Kostaryki                                            | DC: 7,6–7,8 cm DO: 8,7–10,7 cm MC: 10–11 g        | LC          |
| Aporodon        |         | Reithrodontomys mexicanus    | (Saussure, 1860)                | ploniarka meksykańska   | 10 podgatunków     | Meksyk (od południowego Tamaulipas i zachodnio-środkowego Michoacán) przez Amerykę Środkową do Kolumbii i północnego Ekwadoru                                         | DC: 6–8 cm DO: 9–11,5 cm MC: około 19 g           | LC          |
| Aporodon        |         | Reithrodontomys paradoxus    | J.K. Jones & Genoways, 1970     | ploniarka nikaraguańska | gatunek monotypowy | odizolowane zapisy w południowo-zachodniej Nikaragui i zachodnio-środkowej Kostaryce                                                                                  | DC: 7,1–7,2 cm DO: 9,6–10,1 cm MC: brak danych    | DD          |
| Aporodon        |         | Reithrodontomys spectabilis  | J.K. Jones & Lawlor, 1965       | ploniarka wyspowa       | gatunek monotypowy | endemit Meksyku (wyspa Cozumel) | DC: 8,4–8,9 cm DO: 12,1–13,2 cm MC: 18–21 g       | CR          |
| Aporodon        |         | Reithrodontomys creper       | Bangs, 1902                     | ploniarka talamańska    | gatunek monotypowy | północno-środkowa Kostaryka do zachodnio-środkowej Panamy | DC: 8,9–9,3 cm DO: 11,9–14,5 cm MC: brak danych   | LC          |
| Aporodon        |         | Reithrodontomys rodriguezi   | G.G. Goodwin, 1943              | ploniarka kostarykańska | gatunek monotypowy | endemit Kostaryki (nierównomierne zapisy z Kordyliery Środkowej i Cordillera de Talamanca                                                                             | DC: 7,7–8,3 cm DO: 11,6–12,1 cm MC: brak danych   | LC          |
| Aporodon        |         | Reithrodontomys tenuirostris | Merriam, 1901                   | ploniarka wąskonosa     | gatunek monotypowy | skrajnie południowo-wschodni Meksyk (Chiapas) i południowo-środkowa Gwatemala                                                                                         | DC: 8–12,4 cm DO: 12–12,9 cm MC: 18–23 g          | EN          |
| Aporodon        |         | Reithrodontomys microdon     | Merriam, 1901                   | ploniarka drobnozębna   | gatunek monotypowy | od południowo-wschodniego Meksyku (środkowe Chiapas) na południe do środkowej Gwatemali                                                                               | DC: 6,8–7 cm DO: 10,1–11,7 cm MC: około 20 g      | LC          |
| Aporodon        |         | Reithrodontomys albilabris   | Merriam, 1901                   |                         | gatunek monotypowy | endemit Meksyku (północno-środkowa Oaxaca) | DC: 6,8–7 cm DO: 10,1–11,7 cm MC: około 20 g      | NE          |
| Aporodon        |         | Reithrodontomys cherrii      | (J.A. Allen, 1891)              |                         | gatunek monotypowy | endemit Kostaryki (wyżyny w Kordylierze Środkowej i Cordillera de Talamanca)                                                                                          | DC: 6,7–8,5 cm DO: 10,1–11,7 cm MC: brak danych   | NE          |
| Aporodon        |         | Reithrodontomys garichensis  | Enders & O.P. Pearson, 1940     |                         | gatunek monotypowy | Cordillera de Talamanca (środkowa i południowo-wschodnia Kostaryka i zachodnia Panama)                                                                                | DC: 7,5–7,9 cm DO: 11–12 cm MC: brak danych       | NE          |
| Aporodon        |         | Reithrodontomys musseri      | A.L. Gardner & Carleton, 2009   | ploniarka wyżynna       | gatunek monotypowy | endemit Kostaryki (Cerra la Asunción (Cordillera de Talamanca)) | DC: około 6,2 cm DO: około 9,9 cm MC: brak danych | DD          |
| Aporodon        |         | Reithrodontomys wagneri      | Hooper, 1950                    | ploniarka aztecka       | 2 podgatunki       | endemit Meksyku (od środkowego Michoacán na wschód do Meksyku, Sierra Madre Południowa w środkowym Guerrero)                                                          | DC: 6,8–7 cm DO: 10,1–11,7 cm MC: około 20 g      | NE          |
| Aporodon        |         | Reithrodontomys chrysopsis   | Merriam, 1900                   | ploniarka wulkaniczna   | 2 podgatunki       | endemit Meksyku (Kordyliera Wulkaniczna od południowo-wschodniego Jalisco na wschód do zachodnio-środkowego Veracruz)                                                 | DC: 7,6–8,5 cm DO: 9–11,6 cm MC: około 14 g       | LC          |
| Reithrodontomys |         | Reithrodontomys fulvescens   | J.A. Allen, 1894                | ploniarka płowa         | 17 podgatunków     | Stany Zjednoczone (od zachodnio-południowej Arizony, południowo-środkowego Kansas i południowo-zachodniego Missouri) na południe przez Meksyk do zachodniej Nikaragui | DC: 6,2–8,4 cm DO: 7,2–11,6 cm MC: 8–12 g         | LC          |
| Reithrodontomys |         | Reithrodontomys hirsutus     | Merriam, 1901                   | ploniarka włochata      | gatunek monotypowy | endemit Meksyku (południowo-wschodni Nayarit i północno-zachodnie Jalisco)                                                                                            | DC: 7,5–8,7 cm DO: 10–11,5 cm MC: około 20 g      | VU          |
| Reithrodontomys |         | Reithrodontomys burti        | Benson, 1939                    | ploniarka sonorska      | gatunek monotypowy | endemit Meksyku (od zachodnio-środkowej Sonory do północnej Sinaloy)                                                                                                  | DC: 6,4–7 cm DO: 5,2–6,6 cm MC: brak danych       | DD          |
| Reithrodontomys |         | Reithrodontomys humulis      | (Audubon & Bachman, 1841)       | ploniarka wschodnia     | 3 podgatunki       | endemit Stanów Zjednoczonych (na południe do południowego Ohio o południowo-zachodniego Marylandu, na zachód do Oklahomy i wschodniego Teksasu)                       | DC: 6,2–6,8 cm DO: 4,5–6 cm MC: 7–12 g            | LC          |
| Reithrodontomys |         | Reithrodontomys megalotis    | (S.F. Baird, 1857)              | ploniarka zachodnia     | 15 podgatunków     | od południowo-zachodniej Kanady przez zachodnie i środkowe Stany Zjednoczone (z Channel Islands i Kalifornią) do południowego Meksyku (Oaxaca)                        | DC: 6,3–7,4 cm DO: 5,5–9,6 cm MC: 8–13 g          | LC          |
| Reithrodontomys |         | Reithrodontomys montanus     | (S.F. Baird, 1855)              | ploniarka preriowa      | 3 podgatunki       | środkowe Stany Zjednoczone (od południowo-wschodniej Montany i południowo-zachodniej Dakoty Północnej) na południe do północnego Meksyku (północno-środkowy Durango)  | DC: 5,5–6,5 cm DO: 5,4–6,5 cm MC: 7–9 g           | LC          |
| Reithrodontomys |         | Reithrodontomys raviventris  | Dixon, 1908                     | ploniarka solna         | 2 podgatunki       | endemit Stanów Zjednoczonych (Zatoka San Francisco (Kalifornia)) | DC: 5,2–8 cm DO: 5,6–9,5 cm MC: 8–15 g            | EN          |
| Reithrodontomys |         | Reithrodontomys sumichrasti  | (Saussure, 1861)                | ploniarka górska        | gatunek monotypowy | endemit Meksyku | DC: 7,5–8,8 cm DO: 8,1–11,3 cm MC: 12–16 g        | LC          |
| Reithrodontomys |         | Reithrodontomys australis    | J.A. Allen, 1895                |                         | gatunek monotypowy | od południowo-wschodniego Meksyku (Chiapas) przez Amerykę Środkową do zachodniej Panamy                                                                               | brak danych                                       | NE          |
| Reithrodontomys |         | Reithrodontomys nerterus     | Merriam, 1901                   |                         | gatunek monotypowy | endemit Meksyku | brak danych                                       | NE          |
| Reithrodontomys |         | Reithrodontomys zacatecae    | Merriam, 1901                   | ploniarka zakatecka     | gatunek monotypowy | endemit Meksyku (Sierra Madre Zachodnia w zachodniej Chihuahua na południe do zachodnio-środkowego Michoacán)                                                         | DC: 6,1–7 cm DO: 6,7–8,7 cm MC: 9–13 g            | LC          |

Kategorie IUCN:  LC  – gatunek najmniejszej troski,  VU  – gatunek narażony,  EN  – gatunek zagrożony,  CR  – gatunek krytycznie zagrożony,  DD  – gatunki o nieokreślonym stopniu zagrożenia;  NE  – gatunki niepoddane jeszcze ocenie.
Opisano również gatunki wymarłe:
- Reithrodontomys ecuadorensis (Fejfar, Ficcarelli, Mezzabotta, Moreno Espinosa, Rook & Torre, 1996)[20] (Ekwador; holocen)
- Reithrodontomys galushai Tomida, 1987[21] (Stany Zjednoczone; pliocen)
- Reithrodontomys moorei (Hibbard, 1944)[22] (Stany Zjednoczone; plejstocen)
- Reithrodontomys pratincola Hibbard, 1941[23] (Stany Zjednoczone; plejstocen)
- Reithrodontomys rexroadensis Hibbard, 1952[24] (Stany Zjednoczone; pliocen)
- Reithrodontomys simplicidens B. Brown, 1908[25] (Stany Zjednoczone; plejstocen)
- Reithrodontomys wetmorei Hibbard, 1952[26] (Stany Zjednoczone; pliocen)